# Xuddur
Xuddur este un oraș din Somalia.